# Wilhelm (Cammin)
Wilhelm († 31. Oktober 1253) war ein römisch-katholischer Geistlicher in Pommern. Er war von 1244 bis zu seinem Amtsverzicht 1251 Bischof von Cammin. 
Nach dem Tod von Bischof Konrad III. im Jahre 1241 blieb der Camminer Bischofsstuhl für längere Zeit unbesetzt. Die Gründe hierfür sind nicht überliefert. Im Jahre 1244 wählte das Camminer Domkapitel eines seiner Mitglieder, Wilhelm, zum neuen Bischof. Dieser hatte bislang erst die niederen Weihen erhalten, galt aber, wie das Domkapitel in seinem Schreiben an den Papst formulierte, als umsichtiger, entschlossener und in geistlichen und weltlichen Angelegenheiten erfahrener Mann. Papst Innozenz IV. beauftragte noch 1244 den Bischof Konrad von Meißen, die Wahl zu prüfen und gegebenenfalls die Bischofsweihe durchzuführen. Doch führte Bischof Konrad diesen Auftrag nicht aus, wohl wegen zwischen Cammin und Meißen bestehender Streitigkeiten. Wilhelm erhielt die Bischofsweihe schließlich 1246 durch den päpstlichen Legaten und Erzbischof von Preußen Albert Suerbeer und zwei weitere Bischöfe.    
Während der Amtszeit von Bischof Wilhelm wurden die Grenzen seines Bistums zu den Nachbarbistümern geordnet: Im Jahre 1246 durch Vermittlung von Albert Suerbeer zum Bistum Meißen, zum Bistum Brandenburg und zum Bistum Lebus, im Jahre 1247 zum Bistum Schwerin. 
Als das Herzogtum Pommern 1250 mit dem Vertrag von Landin die Uckermark mit der Stadt Prenzlau verlor, gelang es Bischof Wilhelm, die geistliche Zugehörigkeit des Gebietes zu seinem Bistum zu erhalten. 
Durch ein Tauschgeschäft mit Herzog Barnim I. von Pommern gewann Bischof Wilhelm 1248 den Besitz des Landes Kolberg als weltliches Herrschaftsgebiet für sein Bistum; dafür gab er dem Herzog das Land Stargard als Lehen, von dem dieser wiederum einen Teil an das Camminer Domkapitel weiterverlieh. Das Land Kolberg wurde unter seinen Nachfolgern zum Kern des Stiftsgebietes, in dem die Bischöfe wie Landesherren regierten.    
Bischof Wilhelm verzichtete 1251 auf sein Amt; warum, ist nicht überliefert. Sein Nachfolger als Bischof wurde Hermann von Gleichen. Der Altbischof Wilhelm taucht noch in Urkunden als Zeuge auf, darunter in Urkunden seines Nachfolgers. Er starb im Jahre 1253 und wurde in der Franziskanerkirche zu Prenzlau bestattet. 